# Pseudotaxiphyllum elegans
Pseudotaxiphyllum elegans là một loài Rêu trong họ Plagiotheciaceae. Loài này được (Brid.) Z. Iwats. miêu tả khoa học đầu tiên năm 1987.

## Hình ảnh

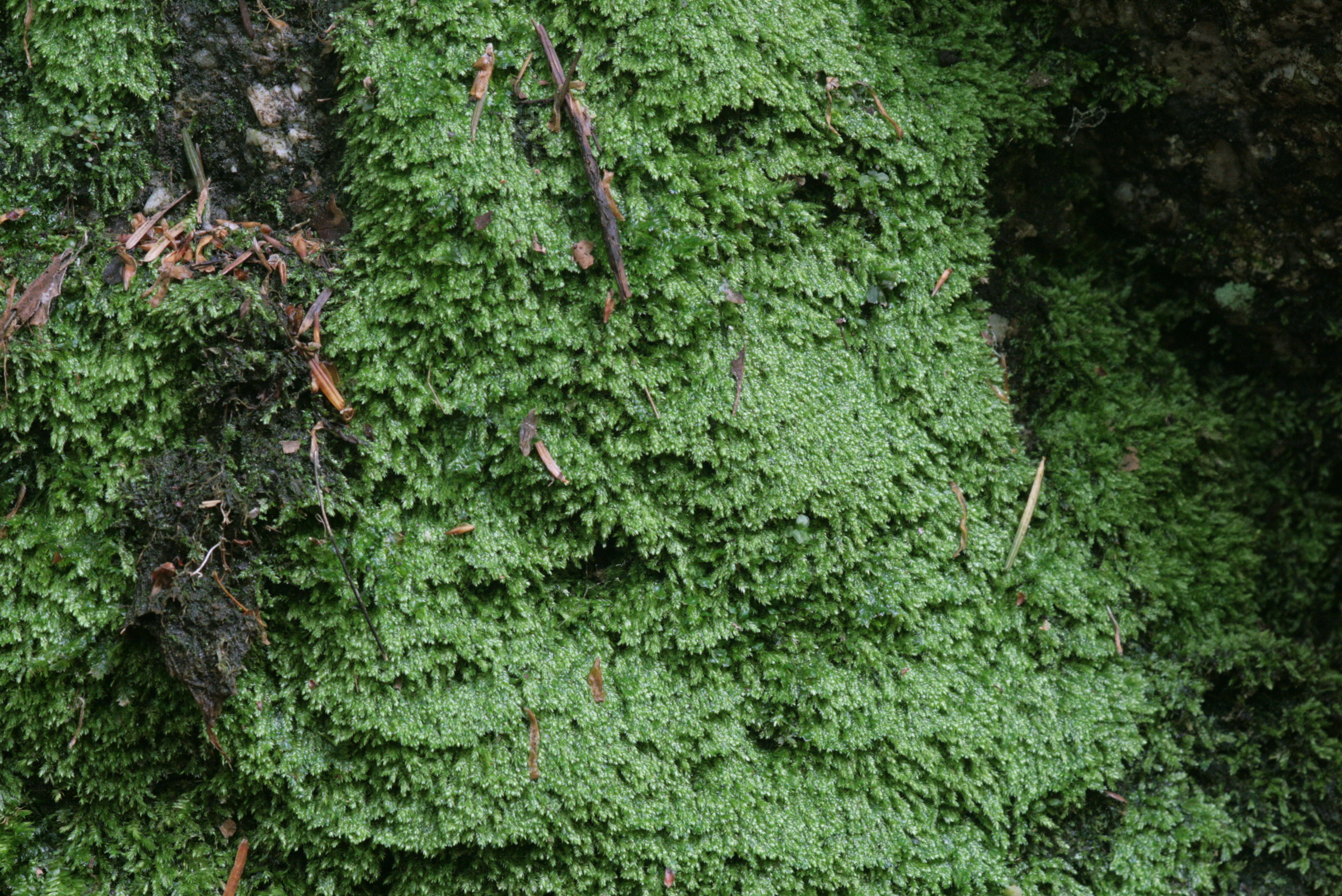
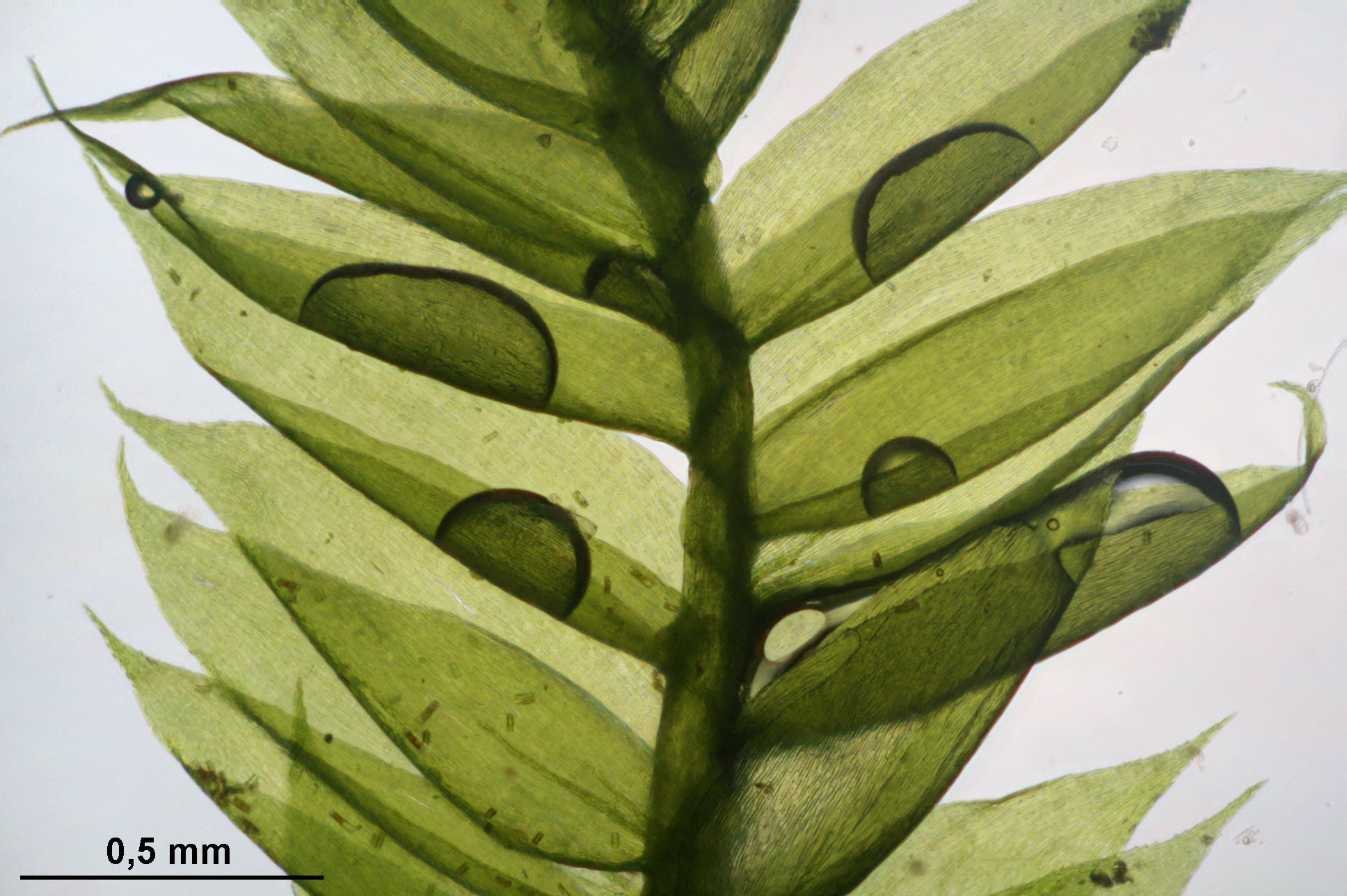
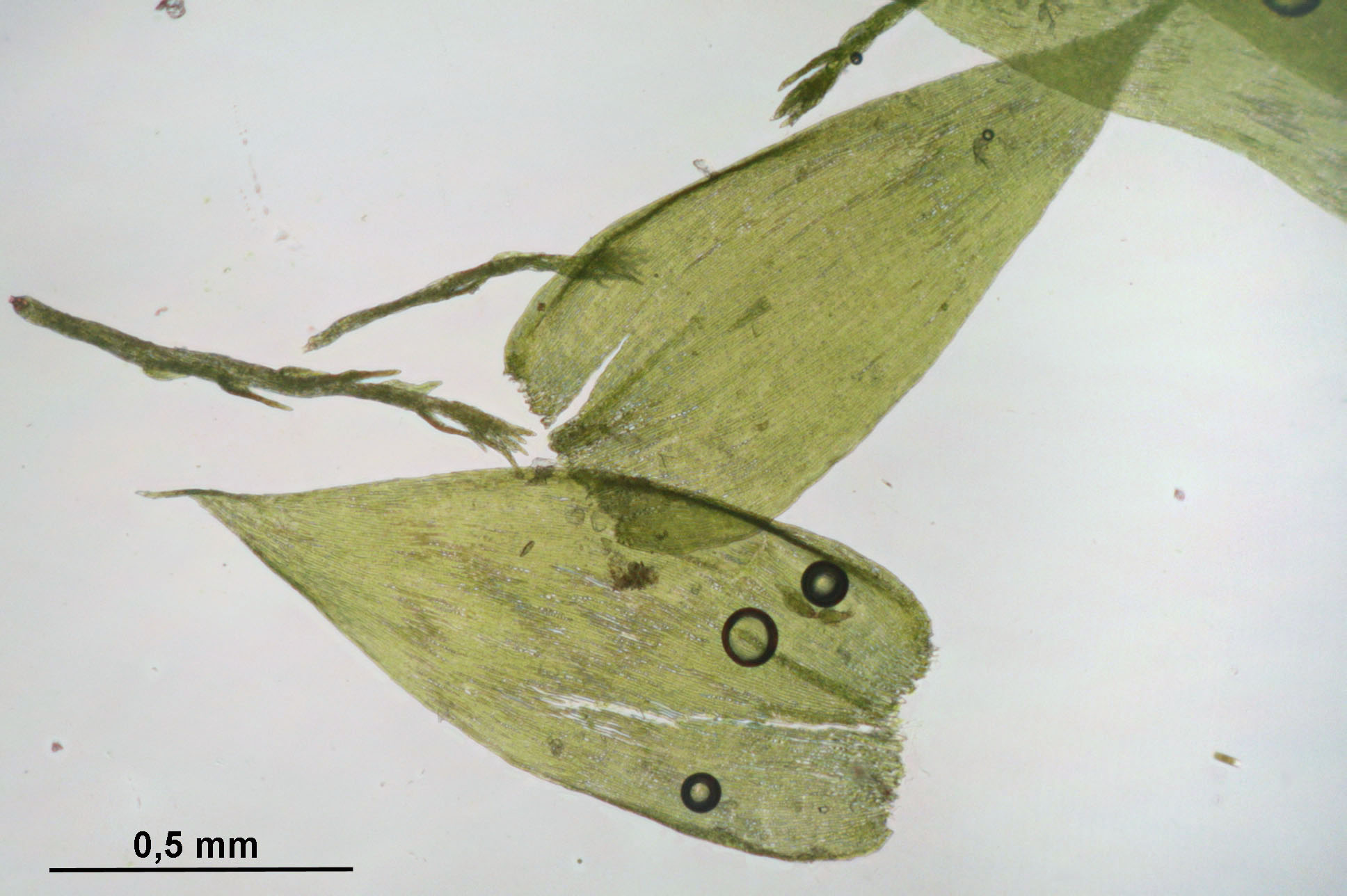
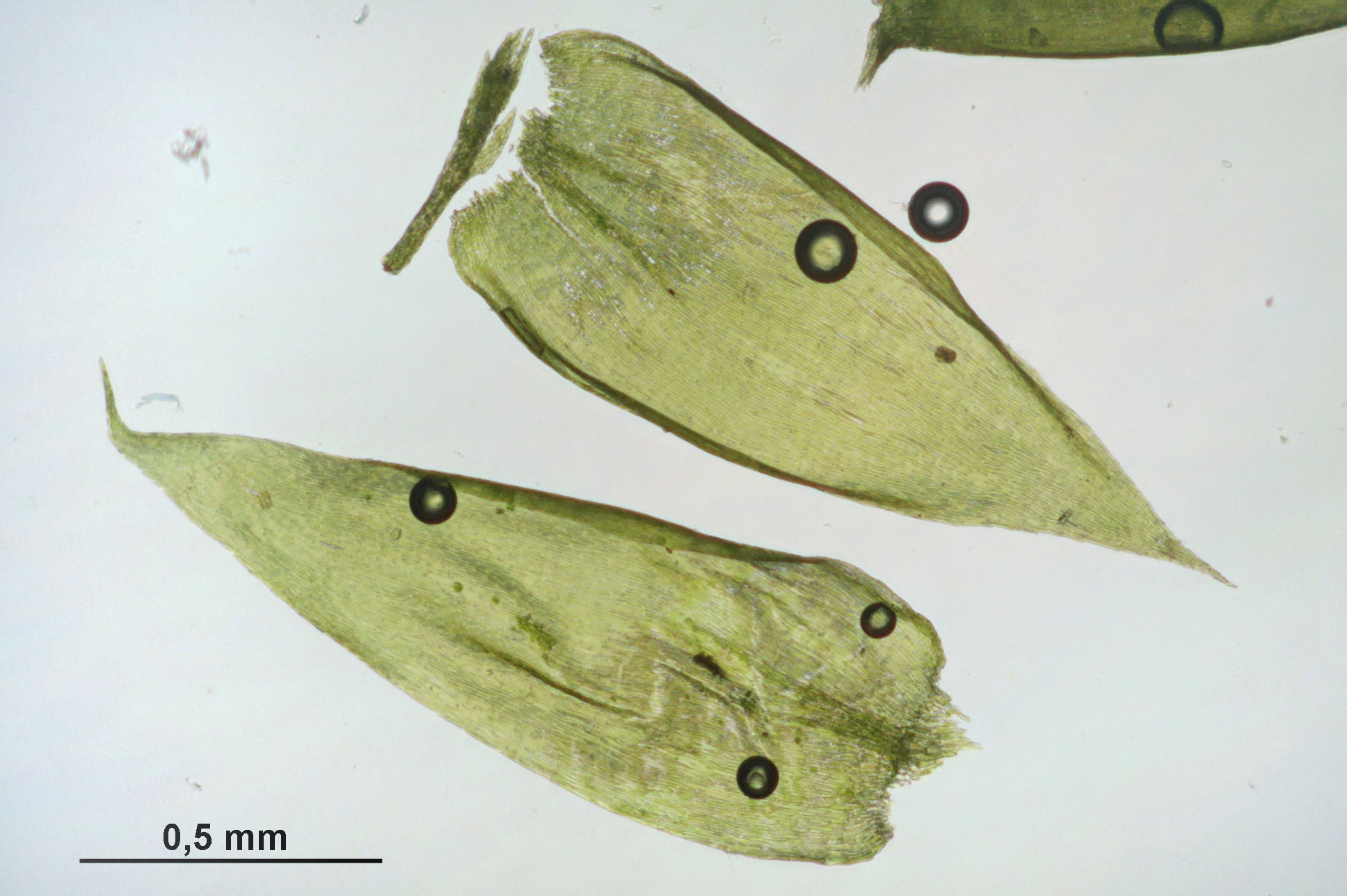